# Code Lyoko: El castillo subterráneo
Code Lyoko: El castillo subterráneo es el primer libro de la saga Code Lyoko, escrito por Jeremy Belpois. Su lengua original es en italiano. Salió el 12 de abril del 2010 en España.

## Historia
El superordenador militar que acaban de reactivar transporta a Jeremy Belpois, Yumi Ishiyama, Ulrich Stern y Odd Della Robbia al interior de Lyoko, un mundo paralelo digital habitado por XANA, una malévola inteligencia artificial que quiere controlar el mundo real. Allí cuatro amigos se encuentran además con una chica antivirus, la única arma que existe contra XANA. Se llama Aelita, y no recuerda casi nada de su pasado. Con muchos esfuerzos y después de increíbles aventuras virtuales, finalmente derrotan a XANA gracias al sacrificio del padre de Aelita y creador de Lyoko, Franz Hopper, que ha sobrevivido durante muchos años dentro del Mar digital con forma de una esfera luminosa.
El 21 de diciembre, unos meses después de la derrota de XANA y la muerte de Franz Hopper, Aelita pierde de repente la memoria. Por eso, justo pasadas las vacaciones de Navidad, sus amigos deciden reunirse en la Ermita, la casa donde Aelita vivía antes, para ayudarla a recuperar los recuerdos perdidos. Los cinco chicos comienzan a investigar sobre los secretos de la Ermita y llegan a descubrir una habitación escondida. Encuentran un mensaje registrado por el profesor que explica una parte de la historia, pero deja aún muchos misterios por resolver. Con su mensaje, Hopper da la misión a su hija de encontrar a su madre, Anthea, y le pide que conserve un colgante de oro: un regalo que Franz y Anthea Hopper tenían como muestra de amor. A la vez XANA resucita (un poco desorientado), va desde Japón a Estados Unidos, posee el cuerpo de Eva Skinner allí y Eva-XANA va a Francia.
Esta historia ocurre en una línea temporal paralela, donde la vuelta al pasado no existe.

## Personajes nuevos
- Eva Skinner: Vivía en California (Estados Unidos), pero XANA, quién no murió finalmente, logró poseerla y hacerla prisionera suyo. De este modo la envía a Francia con el fin de que entable amistad con los Guerreros de Lyoko.